# Planodes toekanensis
Planodes toekanensis är en skalbaggsart som beskrevs av Stefan von Breuning 1959. Planodes toekanensis ingår i släktet Planodes och familjen långhorningar. Inga underarter finns listade i Catalogue of Life.